# Lijst van vuurtorens op Curaçao
Deze lijst vormt een overzicht van vuurtorens op Curaçao. Van deze vuurtorens valt een deel onder het beheer van de Curaçao Ports Authority en heeft een deel de status van monument.

## Vuurtorens
| Naam                        | Afbeelding | Bouw- jaar               | Locatie en coördinaten                     | Status | Hoogte toren | NGA- nummer | Admiralty- nummer | Bereik (MN) |
| --------------------------- | ---------- | ------------------------ | ------------------------------------------ | ------ | ------------ | ----------- | ----------------- | ----------- |
| Vuurtoren Riffort (Marichi) |            | 1837                     | Willemstad 12° 6′ NB, 68° 56′ WL           | actief | 17 m         | 16012       | J6378             | 14          |
| Vuurtoren Kaap Sint Marie   |            |                          | Sint Willibrordus 12° 11′ NB, 69° 4′ WL    | actief | 6 m          | 15968       | J6374             | 9           |
| Vuurtoren van Klein Curaçao |            | 1877 en verhoogd in 1913 | Klein Curaçao 11° 59′ NB, 68° 39′ WL       | actief | 20 m         | 16054       | J6399             | 15          |
| Vuurtoren Noordpunt         |            | ca. 1913                 | Watamula 5° 58′ NB, 57° 1′ WL              | actief | 6 m          | 15964       | J6372             | 12          |
| Vuurtoren Punt Kanon        |            | ca. 1916                 | Punt Kanon, Oostpunt 12° 3′ NB, 68° 44′ WL | actief | 11 m         | 16053       | J6396             | 8           |